# Береза Олена Григорівна
Олена Григорівна Береза (нар. 5 червня 1913, село Фарбоване, тепер Яготинського району Київської області — 2008) — українська радянська діячка, передовик сільськогосподарського виробництва. Депутат Верховної Ради УРСР 2—5-го скликань (1947—1963 роки).

## Біографія
Народилася в родині селянина-бідняка. З 1927 року працювала на сільськогосподарських роботах в колгоспі села Фарбованого Яготинського району. Під час німецької окупації з 1941 по 1943 рік працювала у власному господарстві в селі Фарбованому.
З 1943 року — ланкова колгоспу імені Ворошилова, а потім колгоспу імені Паризької комуни («Паризька комуна») села Фарбованого Яготинського району Полтавської (тепер — Київської) області. Очолювала бурякозбиральну ланку (бригаду), яка постійно перевиконувала планові норми. У 1950 році її ланка виростила по 430 центнерів цукрових буряків з гектара.
Член ВКП(б) з 1946 року.
Потім — на пенсії.

## Нагороди
- орден Трудового Червоного Прапора (1947)
- медаль «За доблесну працю у Великій Вітчизняній війні 1941—1945 рр.»
- медалі
- значок «Відмінник соціалістичного сільського господарства»